# Лотаревка
Лотаревка — посёлок в Фатежском районе Курской области России. Входит в состав Солдатского сельсовета.

## История
В ходе российского вторжения в Украину в ноябре 2024 года Украина нанесла удар по комплексу ПВО С-400 в районе поселка Лотаревка. Повреждена локационная станция.

## География
Посёлок находится в северной части Курской области, в пределах Дмитриевско-Курской гряды, в лесостепной зоне, на расстоянии примерно 14 километров (по прямой) к юго-западу от города Фатежа, административного центра района. Абсолютная высота — 197 метров над уровнем моря.

### Климат
Климат характеризуется как умеренно континентальный, с тёплым летом и умеренно холодной зимой. Среднегодовая температура — 4,9 °C. Средняя температура воздуха самого тёплого месяца (июля) — 16 — 20 °C (абсолютный максимум — 40 °C); самого холодного (января) — −12 — −5 °C (абсолютный минимум — −37 °C). Продолжительность безморозного периода составляет в среднем 151 день. Вегетационный период длится около 182 дней. Среднегодовое количество атмосферных осадков составляет 582 мм, из которых 460 мм выпадает в период с апреля по октябрь. Снежный покров держится в течение 139 дней.

### Часовой пояс
Посёлок Лотаревка, как и вся Курская область, находится в часовой зоне МСК (московское время). Смещение применяемого времени относительно UTC составляет +3:00.

## Население
| 1979 | 1989 | 2002 | 2010 |
| ---- | ---- | ---- | ---- |
| 35   | ↘24  | ↘5   | ↗7   |

### Половой состав
По данным Всероссийской переписи населения 2010 года в половой структуре населения мужчины составляли 42,9 %, женщины — соответственно 57,1 %.

### Национальный состав
Согласно результатам переписи 2002 года, в национальной структуре населения русские составляли 100 %.

## Инфраструктура
Личное подсобное хозяйство. В посёлке 5 домов.

## Транспорт
Лотаревка находится в 9,5 км от автодороги федерального значения М2 «Крым» (Москва — Тула — Орёл — Курск — Белгород — граница с Украиной) как часть европейского маршрута E105, в 15 км от автодороги регионального значения 38К-038 (Фатеж — Дмитриев), в 3 км от автодороги межмуниципального значения 38Н-826 (Алисово-Покровское — Кофановка), в 34 км от ближайшего ж/д остановочного пункта 552 км (линия Навля — Льгов I).
В 155 км от аэропорта имени В. Г. Шухова (недалеко от Белгорода).